# 包宗顺

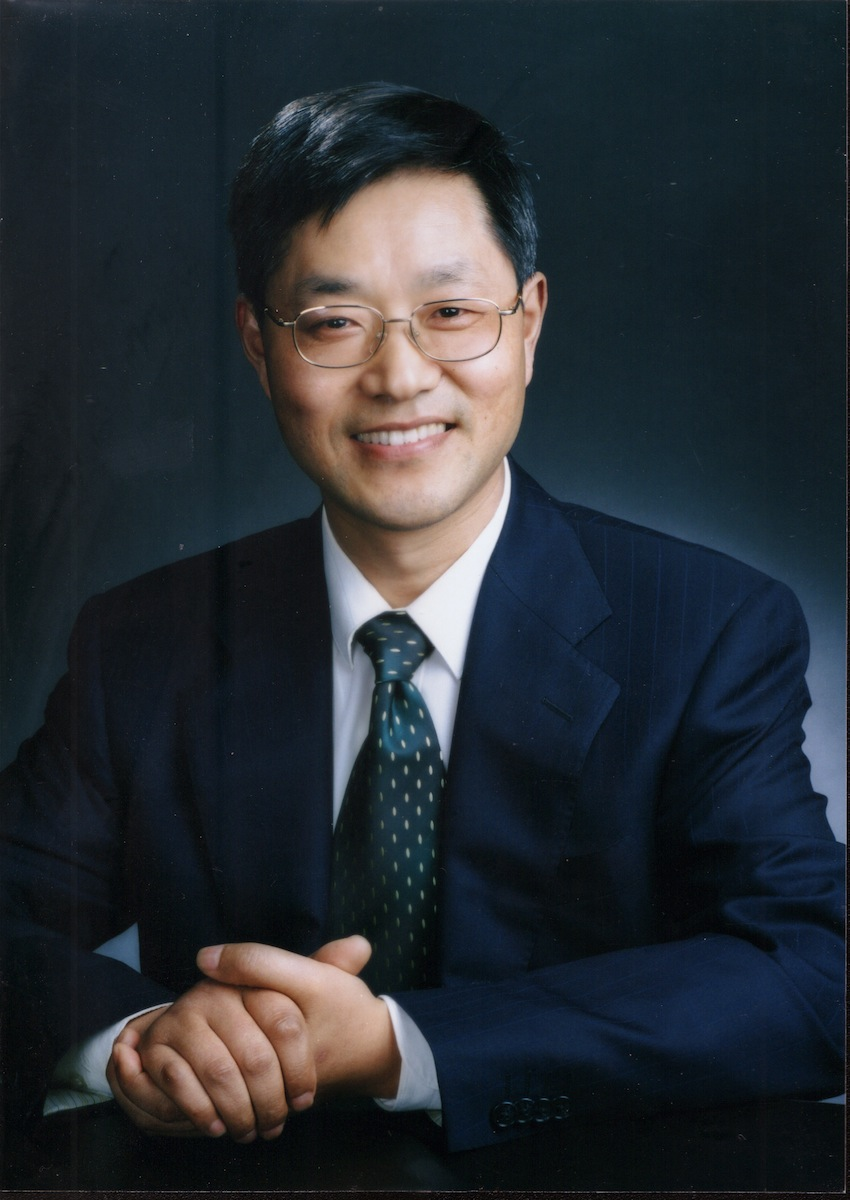

包宗顺（1956年11月—）现任江苏省社会科学院农村发展研究所所长、研究员、博导。江苏省政府参事。荣获“江苏省有突出贡献的中青年专家”称号。主要研究方向：农村经济、中小企业。

## 生平
1982年毕业于南京农业大学农经系。1998年入选江苏省跨世纪学科带头人（“333工程”）培养对象。主要社会兼职有：九三学社中央委员、江苏省政协常委、江苏省人大常委会立法咨询专家、江苏省高级人民法院特邀监督员、南京市第四届经济社会发展咨询委员会委员、江苏省农业经济学会副会长、江苏省农林厅第一届软科学委员会委员、南京市农林局专家顾问组成员等。同时还受聘为江苏省社科系列高级职称评审委员、江苏省党校系列高级职称评审委员、江苏省经济系列高级职称评审副主任委员、江苏省软科学计划项目评审专家等。

## 主要研究成果

### 著作类
1. 《江苏农村非农化发展研究》
2. 《亚洲农村非农化发展研究》
3. 《江苏农村社会化服务实证研究》
4. 《苏南中小企业发展研究》
5. 《欧洲中小企业调查》
6. 《跨世纪的工程：江苏乡镇企业改革与发展研究》
7. 《新农村建设研究报告（2007）》
8. 《蓝皮书：江苏经济社会形势分析与预测》（1999~2008年各册副主编、编委、撰稿）

### 核心期刊论文代表作
1. “农村土地流转的地区差异与影响因素”，《中国农村经济》2009/4，（与徐志明等合作）；
2. “江苏农民专业合作社发展研究”，《江海学刊》2008/6，（与周春芳等合作）；
3. “绿色GDP核算：理论·方法·实例”，《江海学刊》2005．5期，（与张莉侠合作）；
4. “乡镇企业产权改革、所有制结构及职工参与问题研究”《管理世界》2004年1期，（与杜志雄、苑鹏合作）；
5. “农村劳动力转移的国际借鉴研究”，《江海学刊》2004年3期，（与霍丽玥合作）；
6. “税改后农户税负水平的差距及其成因”，《学海》，2003年第6期；
7. “村级债务的地区差异与分类化解”，《中国农村经济》，2003年第7期；
8. “乡镇财政的困境与解困对策”，《农业经济问题》，2003年第9期，（与徐志明合作）；
9. “中国有机农业发展对农村劳动力利用和农户收入的影响”，《中国农村经济》2002年第10期；
10. “有机茶与常规茶生产的技术经济比较”，《农业技术经济》，2002年第3期；
11. “农业现代化进程评估与推进战略”，《江海学刊》，2002年第3期；
12. “苏南中小企业发展实证研究”，《江海学刊》，2001年第1期；
13. “常规水稻与有机水稻的技术经济比较”，《农业技术经济》，2000年第6期；
14. “乡村集体企业产权制度改革的成效分析”，《中国农村经济》，1998年第11期；
15. “农村居民融资状况与农村合作基金会的发展”，《中国农村经济》1996年第5期；
16. “论苏南经济发达地区家庭联产承包制的稳定性”，《农业经济问题》1996年10期；
17. “世界农业发展趋势与江苏农业现代化”《江海学刊》，1996年5期，与严英龙合作；
18. “当前农村市场建设中的问题”，《农业经济问题》1993年第2期；
19. “论九十年代苏南乡镇工业发展的战略任务”，《中国乡镇企业文稿》1991年4期；
20. “江苏农村非农化发展研究”，《江海学刊》1990年第4期，（与顾纪瑞、严英龙合作）；
21. “江苏太湖地区种植业内部结构调整探讨”《中国农村经济》1985年第9期，（与马康贫等合作）；

### 《新华日报》理论版文章
1. “乡镇企业股份制改革研讨会综述”(人大复印F22-95.1) 新华日报 1995.1.6
2. “家庭联产承包制的稳定与创新”（理论版头条） 新华日报1997.11.6
3. “完善农业产业化经营运行机制”（理论版头条） 新华日报1998.2
4. “强化集体货币资产营运与管理”（理论版头条） 新华日报1998.8.13
5. “农村改革的成功是邓小平理论的伟大胜利” 新华日报1998.11.12
6. “‘入世’：纺织服装业是直接受益者”新华日报1999.5.9
7. “保持实际工资的适度增长 ”新华日报1999.12.13
8. “大力发展有机农业”（理论版头条）新华日报2000.9.11
9. “张郭乡镇工业在宏观紧缩环境中超常发展的启示”新华日报2000.11.17
10. “加快我省农业信息服务系统软件建设的建议” 新华日报2000.11.20
11. “加强我省农产品加工的研究与开发”（理论版头条）新华日报2001.2.25
12. “积极探索率先基本实现现代化的理论与实践”（头版）新华日报2002.8.24
13. “重视民营企业的科技创新（理论版头条）新华日报2002.11.10
14. “重视失地农民利益的保护”，新华日报2003.7.13
15. “一号文件：九亿农民的福音”新华日报2004.2.15
16. “当前农村经济形势与亟需进一步化解的矛盾”（理论版头条）新华日报 2004.7.25
17. “积极推进农村社区股份合作制改革”（理论版头条）新华日报2005.1.30
18. “推进江苏新农村建设的政策“抓手”（理论版头条）新华日报2005.12.25
19. “组织实施五大战略 推进江苏现代农业发展”新华日报2006.1.22
20. “中韩新农村建设：比较与借鉴（理论版头条）新华日报2006.8.6
21. “‘城乡等值化’试验模式ABC” 新华日报2007.5.28
22. “当务之急是加强对‘三农’的投入”新华日报2007.12.25

### 有省领导批示的咨询报告
1. “关于促进我省城乡中小企业加快发展的建议案” （批示领导：回良玉、季允石）；
2. “关于乡镇企业改革与发展情况的视察报告”（批示领导：许仲林）；
3. “加快人才市场建设，完善人才流动机制” （批示领导：季允石）；
4. “对加快我省农业信息服务系统软件建设的建议”（批示省领导：姜永荣）；
5. “城乡统筹发展 促进农村繁荣” （批示省领导：李佩佑）；
6. “政策研究报告：江苏农业现代化” （批示领导：李源潮）；
7. 当前农村经济形势与亟需进一步化解的矛盾（批示领导：李源潮、梁保华、王湛、黄莉新）；
8. 加快我省农村社区股份合作制改革 切实保障农民群众的切身利益（批示领导：李源潮）；
9. 当前值得重视的几个农村基层工作问题（批示领导：李源潮、张连珍）；
10. 苏北新农村建设中一些问题亟待引起关注（批示领导：黄莉新）；
11. “建议把盐城打造成国家级现代农业示范区”（批示领导：黄莉新）；
12. “关于进一步深化扩权强县改革，推动江苏经济社会又好又快发展的建议” （批示领导：罗志军省长、赵克志常务副省长）；
13. “关于进一步健全我省养老服务体系建设的调研报告” （批示领导：李小敏、曹卫星）；
14. “值得关注的几个农村工作问题与对策” （批示领导：罗志军、黄莉新、曹卫星）；
15. “江苏农村金融创新与发展研究” （批示领导：罗志军）。

### 2000年以来主持研究课题
- 省"九五"社科规划课题"江苏乡镇企业产权制度改革研究"
- 中荷合作"苏南中小企业发展研究"
- 中美合作"苏南乡镇企业产权制度改革调查"
- 省政府交办课题"江苏农业竞争力研究"
- 省委领导交办"江苏农业现代化研究"
- 省"十五"社科规划重点课题"江苏农村税费改革追踪研究"
- 省"333"工程课题"乡镇财政的困境与解困对策研究"
- “南京市城乡统筹发展战略研究”
- “江苏全面协调可持续发展评价指标体系研究、绿色GDP评价指标体系研究”
- “加快江苏沿海地区发展的思路和对策研究”
- “中小企业发展环境评估及支持体系研究”
- “江苏新农村建设典型经验与模式研究”
- “农民专业合作经济组织发展研究”
- “农村土地纠纷及化解对策研究”
- 国家国情调查项目——《李庄村调查》
- “土地承包、使用与流转情况研究”
- “江苏农村土地流转机制创新研究”
- “江苏农村金融创新与发展研究”
- “苏州城乡一体化发展研究”

## 获奖项目
- 获省哲学社会科学优秀成果一等奖1项（列第4位），三等奖5项（其中3项列第一，1项列第三）
- 第二届“中国农村发展研究奖（杜润生奖）”
- 江苏省科技进步二等奖集体项目1项

另获其他各类优秀成果奖18项。